# Alexandersäule

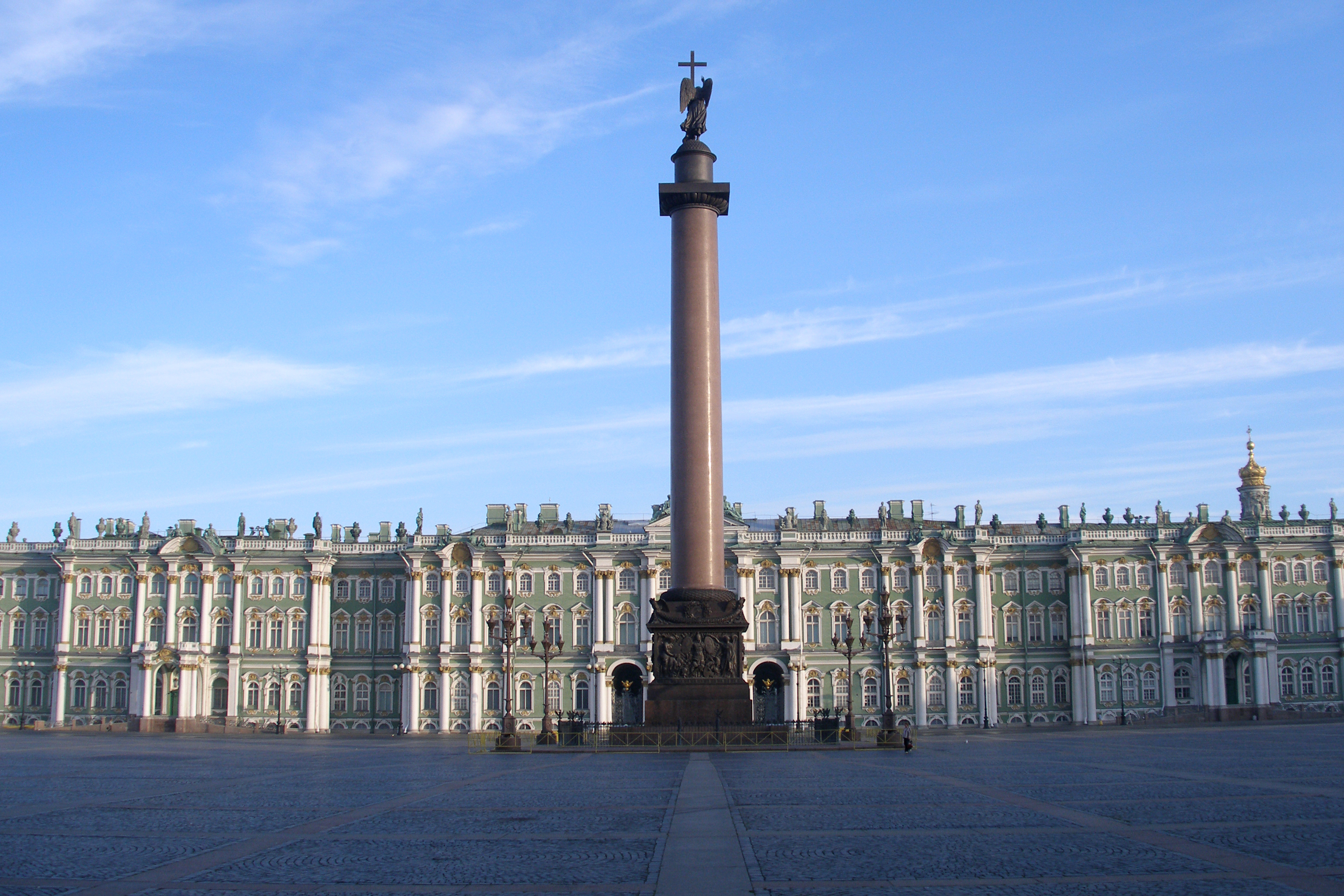
Die Alexandersäule vor dem Winterpalast in St. Petersburg

Die Alexandersäule (Russisch: Александровская колонна, Aleksandrowskaja kolonna auch: Александрийский столб Aleksandriski stolb) ist der Mittelpunkt des Palastplatzes in Sankt Petersburg, Russland. Sie wurde nach dem Sieg Russlands gegen das napoleonische Frankreich aufgestellt. Benannt wurde sie nach Kaiser Alexander I., der das Russische Kaiserreich von 1801 bis zu seinem Tod 1825 regierte. Die Säule stellt ein interessantes Stück Architektur und Ingenieurskunst dar.

## Säule
Die Säule wurde von dem in Frankreich geborenen Architekten Auguste de Montferrand entworfen und zwischen 1830 und 1834 errichtet, die feierliche Einweihung fand am 30. August 1834 statt. Das Monument ist 47,5 m hoch und wird von einem Engel, der ein Kreuz hält und eine Schlange zertritt, gekrönt. Die Engelsstatue wurde von dem russischen Bildhauer Boris Orlowski gefertigt. Das Gesicht des Engels weist starke Ähnlichkeit mit Kaiser Alexander I. auf.
Die Säule besteht aus einem einzigen Stück roten Rapakivigranits, ist 25,45 m hoch und 3,5 m im Durchmesser. Der Monolith stammt aus einem Steinbruch in einer Bucht des Finnischen Meerbusens bei Pyterlahti westlich von Wyborg, war etwa 30,8 Meter lang (historische Angabe: 98 Fuß). Das Rohstück wurde 1832 auf einem speziell für diesen Zweck entwickelten Frachtkahn, auf dem er weiter bearbeitet wurde, durch Dampfboote nach St. Petersburg gebracht. Es waren 600 Personen zwei Jahre mit ihrer Fertigung beschäftigt. Dabei wurde eine von Samson Suchanow entwickelte Methode angewendet. Die 600 Tonnen schwere Säule wurde ohne die Hilfe moderner Kräne oder anderer Maschinen in nur zwei Stunden von 3000 Männern unter der Leitung des schottischen Ingenieurs William Handyside so sorgfältig aufgestellt, dass sie keine weitere Verankerung im Podest benötigte.

## Podest

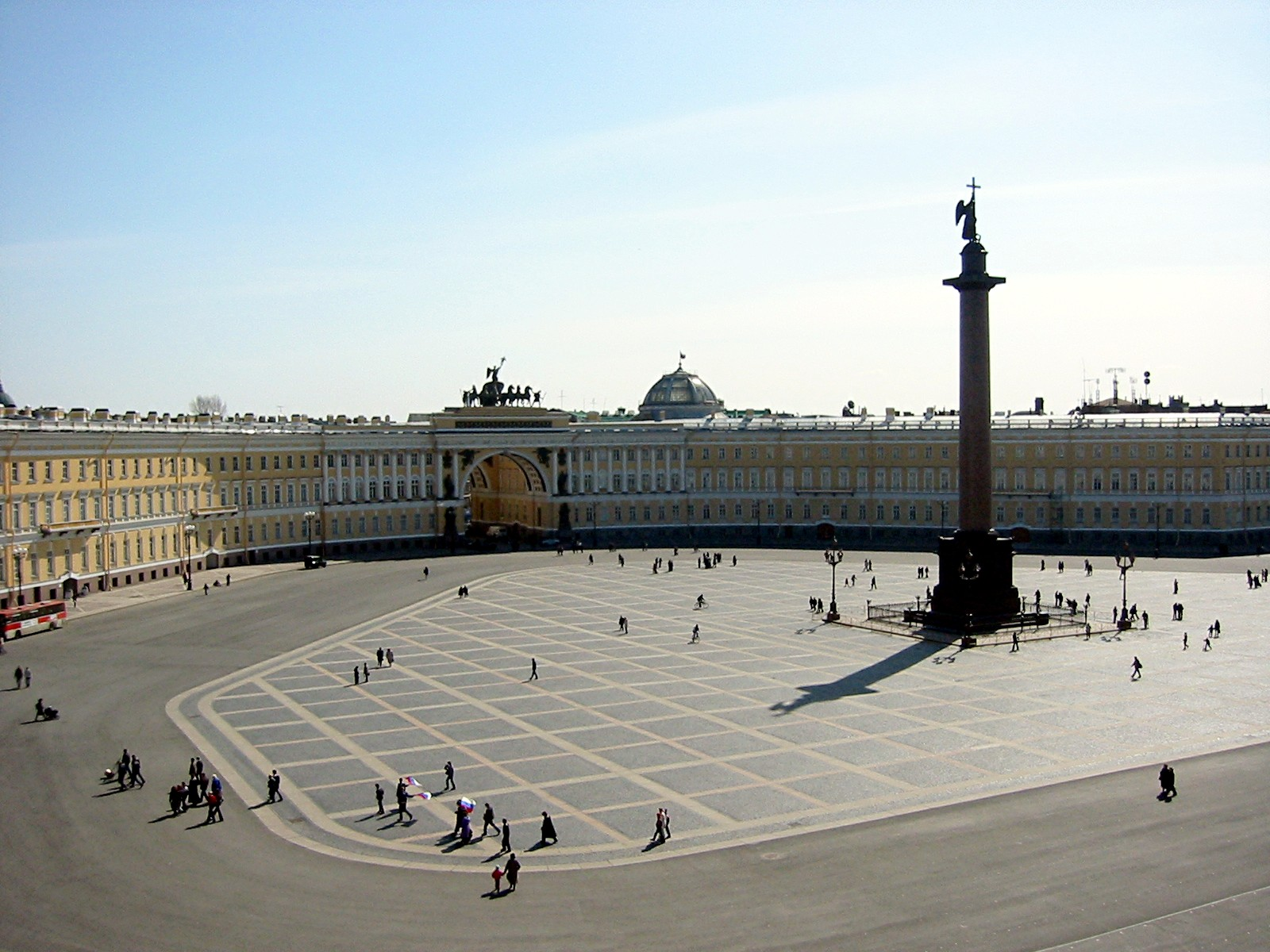
Alexandersäule aus einem Fenster der Eremitage aus gesehen

Das von dem italienischen Bildhauer Giovanni Battista Scotti entworfene Podest der Alexandersäule ist mit Symbolen militärischen Ruhmes verziert. 
Auf der dem Winterpalast zugewandten Seite ist ein Flachrelief zu sehen, das eine Ehrentafel hochhaltende geflügelte Figuren zeigt, auf der „Für Alexander I. von einem dankbaren Russland“ zu lesen ist. Die Komposition enthält Figuren, welche die Flüsse Memel und Weichsel symbolisieren, die eine besondere Bedeutung im Kriege einnahmen. Flankiert werden diese Figuren durch Darstellungen alter russischer Rüstungen – dem Schild Olegs von Nowgorod, dem Helm Alexander Newskis, dem Brustpanzer Alexanders I., der Kettenrüstung Jermak Timofejewitschs und weiteren Gegenständen russischer Helden, die Ruhm für Russland erkämpften.
Die drei anderen Seiten sind dekoriert mit Flachreliefs sinnbildlicher Figuren der Weisheit und des Wohlstands, der Gerechtigkeit und der Gnade, des Friedens und des Sieges, letztere mit einem Schild in den Händen, auf dem die Daten 1812, 1813 und 1814 zu lesen sind. Diese Kompositionen werden erweitert durch Darstellungen und Symbole antiken römischen Militärs und russischer Rüstung.
Die Skizzen der Flachreliefs wurden von Auguste de Montferrand angefertigt. Er koordinierte die Maße der Figuren und Zusammensetzung mit dem Formen des Monuments. Die Figuren wurden von den Bildhauern Piotr Swinzow und Iwan Leppe, die Verzierungen und Ornamente von Jewgeni Balin angefertigt. Die Bronzearbeiten wurden an der Werkstatt von Charles Baird in St. Petersburg hergestellt.

## Spätere Jahre

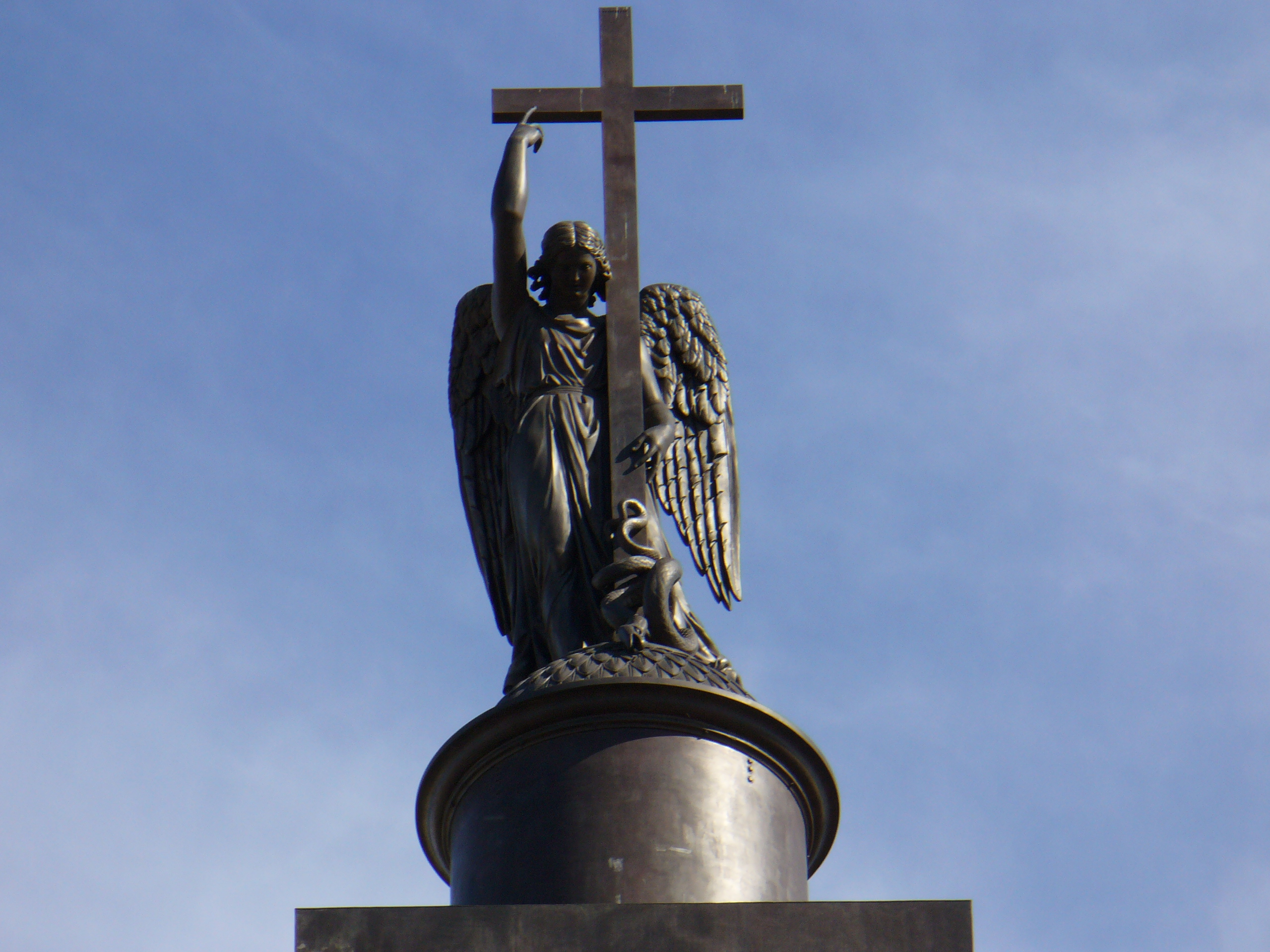
Engelsstatue auf der Spitze der Säule

1952 planten die Machthaber der Sowjetunion, die Statue des Engels heimlich durch eine Statue Josef Stalins zu ersetzen. Diese Pläne wurden erst vor kurzem öffentlich, kamen aber nie zur Durchführung. 
Ein historisches Eisengitter wurde während der Sowjetperiode abgebaut und im Jahre 2002 wieder aufgestellt.
Die Alexandersäule gehört heute zusammen mit der Eremitage zu den beliebtesten kulturellen Ausflugszielen in St. Petersburg.